# Heinrich Prinz zu Sayn-Wittgenstein
Heinrich Alexander Ludwig Peter Prinz zu Sayn-Wittgenstein-Sayn (* 14. August 1916 in Kopenhagen, Dänemark; † 21. Januar 1944 bei Stendal) war ein deutscher Berufsoffizier aus der Familie Sayn-Wittgenstein. Im Zweiten Weltkrieg war er hochdekorierter Nachtjäger und fiel bei einem Feindflug.

## Familie und Jugend
Die Eltern waren Gustav Alexander Prinz zu Sayn-Wittgenstein (1880–1953), Diplomat an der Deutschen Botschaft in Kopenhagen, und dessen Gattin Walburga, geborene Freiin von Friesen (1885–1970). Er bevorzugte Heinrich als Rufname in Erinnerung an den Urahnen Graf Heinrich III. von Sayn.
Sein älterer Bruder Ludwig (* 4. Mai 1915 in Kopenhagen; † 9. Januar 1962 in Sayn) war später Chef des Hauses Sayn-Wittgenstein-Sayn. Sein jüngerer Bruder war Alexander Prinz zu Sayn-Wittgenstein, Onkel des heutigen Chefs des Hauses Sayn-Wittgenstein-Sayn, Alexander Konrad Prinz zu Sayn-Wittgenstein-Sayn
Die Familie zog 1919 berufsbedingt in die Schweiz. Ab 1926 besuchte Heinrich ein Internat in Neubeuern (Oberbayern). Aufgrund seines schwachen Allgemeinzustandes folgte 1927 ein Kuraufenthalt im schweizerischen Davos. Ab 1932 besuchte er eine Höhere Schule in Freiburg im Breisgau, wo er das Abitur ablegte.

## Militärdienst
Nach Ableistung des Reichsarbeitsdienstes im Lager in Emmendingen schlug Wittgenstein den Beruf des Offiziers ein. Im April 1936 begann seine militärische Laufbahn im Reiterregiment 17 in Bamberg. Hier wurde er Fahnenjunker der „Cannstatter Reiter“.
Im Sommer 1937 meldete er sich zur Luftwaffe und wurde im Oktober in die Fliegerschule Braunschweig aufgenommen. Nach entsprechenden Lehrgängen wurde er im Juni 1938 zum Leutnant befördert und erhielt das Offizierspatent.
Bei den von ihm in der Vorkriegszeit geflogenen Flugzeugtypen handelte es sich um Junkers Ju 88 und Heinkel He 111.
Beim Westfeldzug war er an Bombenangriffen auf die Forts von Lüttich beteiligt. Weitere Einsätze in Frankreich und eine anschließende Teilnahme an der Luftschlacht um England folgten. Unter anderem zeichnete er sich durch Angriffe auf die beiden durch Flak stark verteidigten Flugbasen Biggin Hill und Rochester aus.
Von Juni bis November 1941 war Wittgenstein am Russlandfeldzug im Bereich der Heeresgruppe Nord beteiligt. Er war den Kampfgeschwadern 1 und 51 zugeteilt und flog in diesem Zeitraum über 150 Bomber-Einsätze. Da ihm die Bombenangriffe aufgrund der unausweichlichen Verluste an der russischen Zivilbevölkerung zunehmend missfielen (durch Briefe an seine Mutter belegt) und er sich im Kampf lieber einem einzelnen Gegner stellen wollte, ließ er sich im Januar 1942 zu den Nachtjagdfliegern versetzen.
Nach der Sonderausbildung für die Nachtjagd erzielte er wenige Monate später in der Nacht vom 8. auf den 9. Mai 1942 seinen ersten Abschuss. Aufgrund seiner weiteren Erfolge stieg Wittgenstein zum Staffelkapitän der 9. Staffel des Nachtjagdgeschwaders 2 auf, das damals in Holland stationiert war und mit umgebauten Ju 88 ausgerüstet war.
Bis zum Herbst 1942 hatte er 22 bestätigte Gesamtabschüsse erreicht. Dafür erhielt er am 7. Oktober 1942 das Ritterkreuz des Eisernen Kreuzes.
Zum Jahresende 1942 war er als Hauptmann zum Kommandeur der IV. Gruppe des Nachtjagdgeschwaders 5 aufgestiegen. Deren Stab wurde im Juni 1943 zum Gruppenstab der I./NJG 100, der Stab der IV./NJG 5 wurde einen Monat später neu aufgestellt.
Aufgrund eines Magenleidens folgte im Frühjahr 1943 ein zweimonatiger Lazarettaufenthalt mit anschließendem Genesungsurlaub. Nach dem Wiederantritt im aktiven Dienst gelangen ihm in der Nacht vom 20. auf 21. Juli der Abschuss von drei Petljakow Pe-8 an der Ostfront. In Ostpreußen gelangen gegen einfliegende russische Bomber am 25./25. Juli 1943 sieben Abschüsse. Anschließend tat er als Kommandeur der II. Gruppe des Nachtjagdgeschwaders 3 in Schleswig Dienst und bekam nach 59 Luftsiegen am 31. August 1943 das Eichenlaub zum Ritterkreuz des Eisernen Kreuzes verliehen. Bis zum Jahresende 1943 konnte er seine Abschusszahl auf 64 erhöhen.
Als Geschwaderkommodore im Range eines Majors führte der damals 27-Jährige dann das Nachtjagdgeschwader 2, das in Deelen in den Niederlanden seinen Fliegerhorst hatte. Von hier startete er zu Abfangeinsätzen und schoss in der Zeit vom 1. bis 20. Januar 1944 weitere 15 alliierte Großbomber ab.
Sayn-Wittgenstein war bei manchen seiner Untergebenen nicht sonderlich beliebt, da er grundsätzlich die gleichen Ansprüche an sich selbst stellte wie an seine Mannschaft. Als ein Beispiel sei Paul Zorner genannt, der kurzzeitig unter dem Kommando Sayn-Wittgensteins stand: Nach dem tödlichen Absturz einer Besatzung befahl Sayn-Wittgenstein, den Verbleib der Besatzung zu klären. Zorner fuhr zur Unfallstelle und sah, dass aufgrund der Beschädigung des Flugzeugs niemand eine Chance gehabt hätte, das Flugzeug lebend zu verlassen und ordnete an, die Unfallstelle zu beseitigen. Zu Sayn-Wittgenstein reichte dies jedoch nicht, er befahl Zorner erneut, zweifelsfrei den Verbleib zu klären, sodass dieser sich gezwungen sah, in dem zusammengequetschten Wrack auf engstem Raum nach Überresten der Besatzung zu suchen.
Über die Art und Weise, wie zu Sayn-Wittgenstein zu seinen Abschüssen kam, entwickelte sich ebenfalls Kritik gegen ihn:
„Seine Erfolge, so wussten allerdings Flugzeugführer zu berichten, die es wissen mussten, beruhten auf einer sehr bezeichnenden Taktik: Er bliebe bei Feindeinflügen stets so lange am Boden, bis klar sei, welche Nachtjagdräume besonders intensiv durchflogen würden. Dann ließ er rücksichtslos die dort bereits jagenden Besatzungen zurückbefehlen, um selbst als deren ‚Ablösung‘ zu starten. Die ihn kannten, waren sich nicht sicher, ob krankhafter Ehrgeiz oder übersteigertes Selbstbewusstsein der Grund für solches Verhalten war.“
Auch Wolfgang Falck, als sein vorübergehender Vorgesetzter, bestätigte diese Taktik und:
„… bedauert noch heute, dass er dafür nicht disziplinarisch zur Rechenschaft gezogen werden konnte.“
Inklusive der auf seinem letzten Feindflug erzielten Abschüsse kam Wittgenstein auf ein Gesamtabschussergebnis von 84 Bombern.

## Widerstand
In ihren Memoiren berichten die Schwestern Tatiana von Metternich-Winneburg und Marie „Missie“ Fürstin Wassiltschikow, dass ihr enger Freund Wittgenstein dem Widerstand gegen den Nationalsozialismus angehörte. Zunächst habe er bei der Verleihung des Eichenlaubs zum Ritterkreuz „den Allmächtigen“ persönlich erschießen wollen. „Ich bin unverheiratet, habe keine Kinder, bin auch nicht unabkömmlich. Er empfängt mich persönlich. Wer von uns wird jemals so nahe an ihn herankommen?“ (Metternich).
Wenige Tage vor seinem Tod habe er angeblich erwogen, sich gemeinsam mit Hitler in die Luft zu sprengen, wenn sie sich die Hand reichen (Wassiltschikow).

## Tod

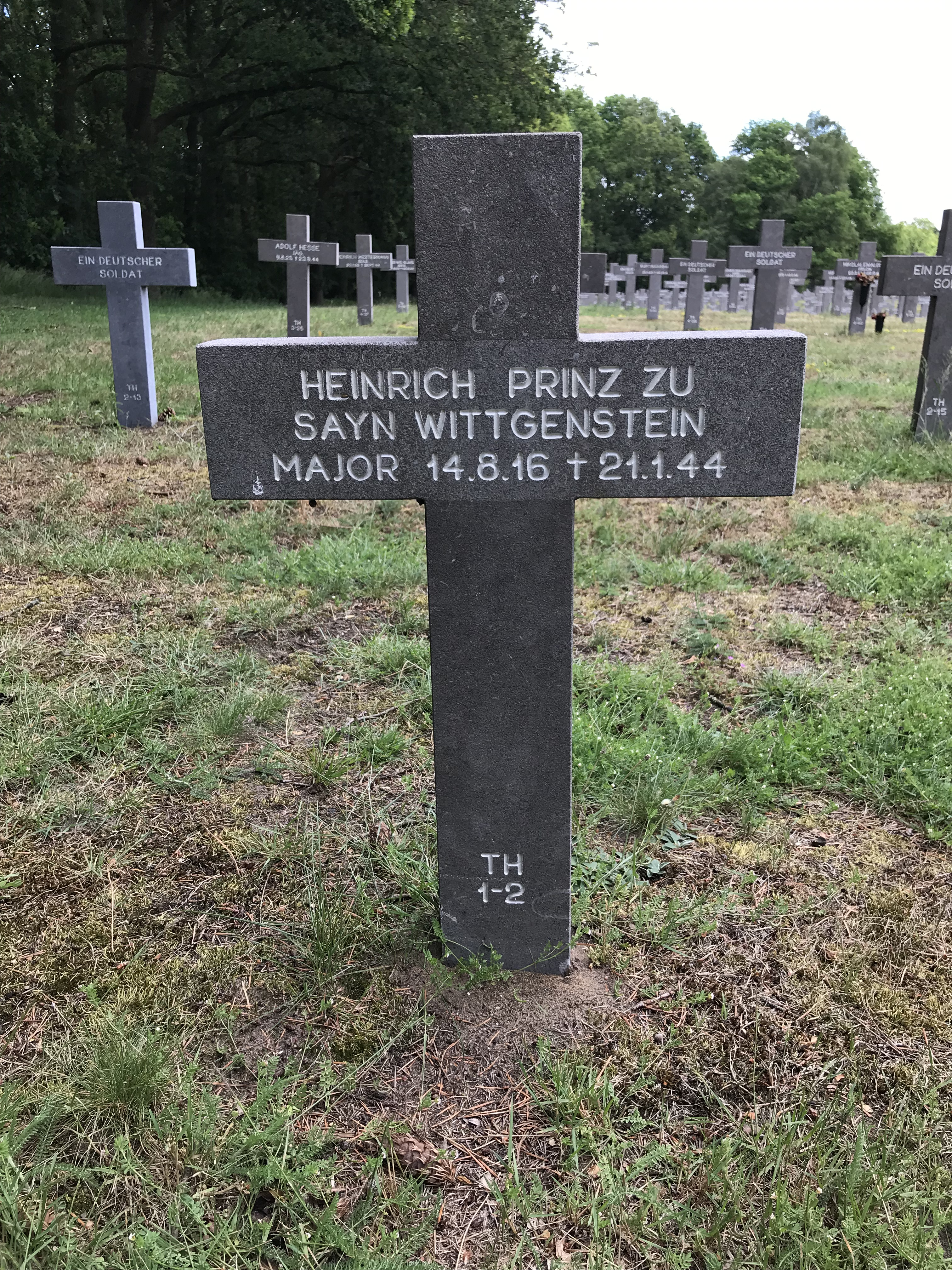
Deutsche Kriegsgräberstätte Ysselsteyn

In der Nacht des 21. Januar 1944 gelang es Wittgenstein, nochmals zwei Nachtbomber abzuschießen. Unmittelbar nach diesem letzten Luftsieg wurde sein Flugzeug, eine Ju 88, gegen 23 Uhr ebenfalls getroffen, wobei die linke Tragfläche Feuer fing und die Maschine an Höhe verlor. Wittgenstein gab seinem Bordfunker Ostheimer und dem Rest der Besatzung den Befehl abzuspringen, was diese auch taten und dadurch überlebten.
Wittgensteins Leiche wurde in einem Waldgebiet der Gemeinde Lübars bei Stendal gefunden. Nach Aussage seines Bordfunkers Ostheimer wurde die Leiche mit schweren Kopfverletzungen, getrennt von dem ungeöffneten Fallschirm, aufgefunden. Nach seinem Tod wurde ihm als 44. Soldaten der Wehrmacht das „Eichenlaub mit Schwertern zum Ritterkreuz des Eisernen Kreuzes“ verliehen. Die Beisetzung fand am 29. Januar 1944 auf dem Geschwaderfriedhof in Deelen statt. Im Rahmen einer allgemeinen Umbettungsaktion nach Kriegsende wurden seine sterblichen Überreste 1948 auf den Deutschen Soldatenfriedhof in Ysselsteyn (bei Venray) überführt. Ein Grab Wittgensteins befindet sich im Park des ehemaligen Schlosses Schönhausen.